# گرین ریدج (میزوری)
گرین ریدج (به انگلیسی: Green Ridge) یک شهر در ایالات متحده آمریکا است که در شهرستان پتیس، میزوری واقع شده‌است. گرین ریدج ۱٫۱۴ کیلومتر مربع مساحت و ۴۷۶ نفر جمعیت دارد و ۲۷۵ متر بالاتر از سطح دریا واقع شده‌است.